# Габунія Леонід Калістратович
Леонід Калистратович Габунія (груз. ლეონიდე კალისტრატეს ძე გაბუნია; 13 вересня 1920, Іркутськ — 8 травня 2001, Тбілісі) — радянський і грузинський палеонтолог,  академік АН Грузинської РСР (1969-91).

## Біографія
Народився Леонід Габунія 13 вересня 1920 року в Іркутську в родині геолога Калістрата Габунія.
В 1933 році у Леоніда народився молодший брат Нодар, який вирішив не йти по стопах батька і старшого брата — він став композитором і ректором Тбіліської консерваторії. Дитинство у братів Габунія було дуже важким, бо в 1937 році їх батько важко захворів і передчасно помер. Після смерті батька виховання Нодара Габунія лягла на Леоніда. Не минуло й року після смерті батька, як Леонід вирішив вступати на гірничий факультет Грузинського індустріального інституту, який закінчив у 1943 році.
З 1947 по 1951 рік працював в Інституті геології і мінералогії, з 1951 по 1977 роки — в Інституті палеобіології, де обіймав наукові посади. У 1977 році був обраний директором інституту.
В кінці 1990-х років важко захворів його молодший брат Нодар, він проходив курс лікування в Амстердамі, де й помер 31 серпня 2000 року. Труну з тілом Нодара Габунія було переправлено в Тбілісі і віддано землі. Леонід Габунія пережив свого молодшого брата ненадовго, він помер в 2001 році в Тбілісі.

## Наукові роботи
Основні наукові роботи присвячені дослідженню гіппаріонової фауни, бенарськой фауни олігоценових хребетних, біломечетської фауни середньоміоценових ссавців, вивчення слідів динозаврів, проблем вимирання і прогресу в палеобіології.

### Вибрані твори
- Габуния Л. К. К истории гиппарионов.— М.: Изд-во АН СССР, 1959.— 570 с.
- Габуния Л. К. Вымершие и вымирающие виды.— М.: Изд-во Знание.

## Членство в товариствах
- член Американського товариства палеонтології хребетних (1970—?)

## Нагороди
- орден Честі